# Шведське радіо

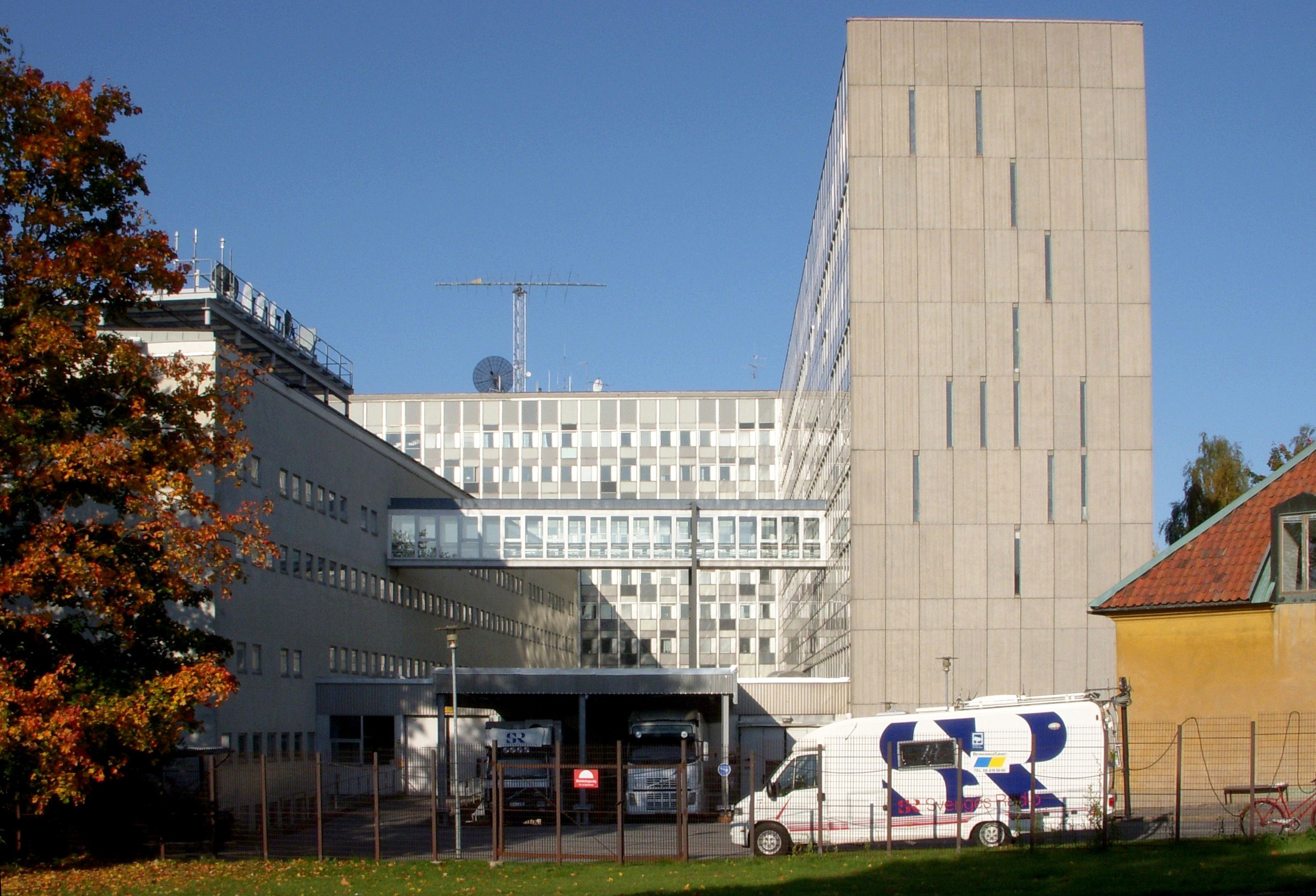
Sveriges Radio у Стокгольмі

Sveriges Radio AB, SR («Шведське радіо») — державна шведська радіомовна корпорація.
Структура корпорації схожа зі структурою британської телерадіомовної корпорації BBC.

## Історія та структура
Sveriges Radio — відкрите акціонерне товариство. Формально Sveriges Radio незалежне від держави, але при цьому джерелом фінансування служить особливий податок, який визначається шведським парламентом. Реклама на Шведському радіо не розміщується.
Компанія була заснована в 1925 році як Radiotjänst («Служба радіомовлення»), отримала назву Sveriges Radio в 1957 році. Спочатку компанія відповідала за всі теле- і радіомовлення в Швеції, і саме їй було доручено провести Конкурс пісні Євробачення 1975 року. Реорганізація 1979 розділила SR на чотири дочірні компанії:
- Sveriges Riksradio (RR), національне шведське радіо;
- Sveriges Lokalradio (LRAB), шведське локальне радіо;
- Sveriges Utbildningsradio (UR), шведське освітнє радіо;
- Sveriges Television (SVT), шведське телебачення.

Ця структура була скасована в 1993 році, після чого всі радіокомпанії були об'єднані в одну під колишньою назвою Sveriges Radio AB (Sveriges Television залишилось самостійним).